# Đặng Diễn Đạt

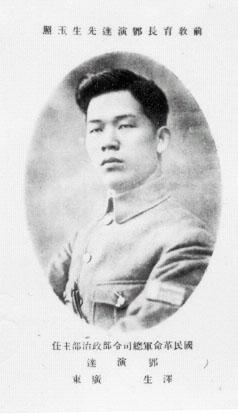
Đặng Diễn Đạt

Đặng Diễn Đạt (giản thể: 邓演达; phồn thể: 鄧演達; bính âm: Dèng Yǎndá; Jyutping: dang6 jin2daat6, 1 tháng 3 năm 1895-29 tháng 11 năm 1931) là một nhân vật quân sự trong Trung Hoa Quốc dân đảng. Ông li khai với các lãnh đạo đảng vào năm, cáo buộc họ đã phản bội những lý tưởng của đảng và vào năm 1930 đứng ra định thành lập một đảng mới, mà ông đặt tên là Ủy ban Hành đông Lâm thời Quốc dân đảng (về sau đổi tên là Đảng dân chủ nông công Trung Quốc). Năm 1931, ông bị Chính phủ Quốc dân kết tội phản bội và bị xử tử.

## Cuộc đời
Đặng Diễn Đạt sinh tại Huệ Châu, Quảng Đông. Ông theo học các trường quân sự tại Quảng Đông và Vũ Hán, tốt nghiệp trường quân sự Bảo Định năm 1919. Đặng được tuyển vào Quân đội Quảng Đông năm 1920 và phục vụ dưới quyền sĩ quan Quốc dân đảng Đặng Khanh. Khi Tôn Dật Tiên tuyên bố hợp tác với Liên Xô năm 1923, Đặng ủng hộ mạnh mẽ quyết sách này và được bổ nhiệm vào Ủy ban trù bị thành lập trường quân sự Hoàng Phố do người Nga giúp đỡ Quốc dân đảng xây dựng. Ông cũng là một chỉ huy quan trọng trong Chiến tranh Bắc phạt (1926–1928) do phe Quốc dân tiến hành để thống nhất Trung Hoa. Khi Tưởng Giới Thạch phá vỡ liên minh với Đảng Cộng sản Trung Hoa và Nga Xô, Đặng lên án Tưởng và rời Trung Hoa sang Nga và châu Âu sống từ năm 1927 - 1930. Sau khi trở về Trung Hoa, Đặng xúc tiến thành lập một chính đảng mới, lấy tên Ủy ban Hành động Lâm thời Quốc dân đảng (đổi tên thành Đảng dân chủ nông công Trung Quốc năm 1947). Đặng công kích Tưởng là kẻ độc tài, khiến Chính phủ Nam Kinh hết sức tức giận. Ông còn đi xa hơn khi ủng hộ phe li khai chống Tưởng tại Quảng Châu năm 1931. Ông bị bắt tại khu tô giới Thượng Hải ngày 17 tháng 8 năm 1931, và áp giải về Nam Kinh, rồi bị xử tử ngày 29 tháng 11 năm 1931. Mộ ông được đặt gần Lăng Tôn Dật Tiên trên núi Chung Sơn gần Nam Kinh.

## Tư tưởng chính trị
Tuy là một người Xã hội chủ nghĩa nhưng sau khi rời bỏ Quốc dân đảng, ông không tham gia bất cứ một đảng nào, cho rằng cách mạng Trung Hoa không nên phục vụ lợi ích của Nga Xô hay Quốc tế Cộng sản. Sau khi Đặng mất, đảng của ông ủng hộ Chính phủ Nhân dân Phúc Kiến ngắn ngủi, vốn chủ trương chống Tưởng Giới Thạch và liên minh với Đảng Cộng sản. Đảng này về sau trở thành một trong 8 chính đảng phi Cộng sản tại Cộng hòa Nhân dân Trung Hoa, và Đặng nay được xem là một "liệt sĩ cách mạng." Dù quan điểm của Đặng có nhiều điểm tương đồng với Tống Khánh Linh, góa phụ của Tôn Dật Tiên, bà Tống không gia nhập đảng của Đặng và từ chối đề nghị trở thành lãnh tụ của đảng sau khi ông mất.